# Konpeitō
Konpeitō (金平糖, こんぺいとう, コンペイトー) là một loại kẹo của Nhật Bản với hình dáng bề ngoài không đồng đều trông như một bông hoa giấy và cứng như đá. Vào thời kỳ Meiji, konpeitō đã trở thành một trong những tiêu chuẩn cho các loại đồ ngọt trong văn hóa Nhật Bản và cũng được xem như một loại quà biếu trong Hoàng gia Nhật Bản khi đó. Còn hiện tại thì kẹo cũng được bán như quà lưu niệm, do có nhiều thị hiếu khác nhau kẹo cũng được làm với nhiều màu sắc và hương vị khác nhau.